# Панкратов Юрій Іванович
Юрій Іванович Панкратов (нар. 29 вересня 1937, село Карачаєво Ухтомського району (нині Люберецький район) Московської області, тепер Російська Федерація) — радянський військово-політичний діяч, член Військової ради — начальник Політичного управління Прикарпатського військового округу. Член ЦК КПУ в червні 1990 — серпні 1991 р.

## Біографія
Народився у родині робітника. Закінчив середню школу.
Після школи поступив у військове училище. Перебував на різних військово-політичних посадах в Радянській армії.
Член КПРС з 1958 року.
Учасник війни в Афганістані (1979—1989).
У лютому 1989—1991 роках — член Військової ради — начальник Політичного управління Червонопрапорного Прикарпатського військового округу.
У січні 1992 року відмовився від прийняття української присяги і був звільнений у запас. Виїхав у Російську Федерацію.
У 1990-х роках — генеральний директор Московського територіального відділення фонду «Гарантія».
Потім — член Правління, 1-й заступник голови Російського громадського благодійного Фонду ветеранів (пенсіонерів) війни, праці і збройних сил. Проживає у місті Москві.

## Звання
- генерал-лейтенант

## Нагороди
- ордени
- медалі